# 1784
| 1784               |
| ------------------ |
| Dødsfald - Fødsler |
| • Begivenheder     |

| Gregoriansk kalender | 1784 MDCCLXXXIV         |
| Ab urbe condita      | 2537                    |
| Armensk kalender     | 1233 ԹՎ ՌՄԼԳ            |
| Kinesiske kalender   | 4480 – 4481 癸卯 – 甲辰 |
| Etiopisk kalender    | 1776 – 1777             |
| Jødisk kalender      | 5544 – 5545             |
| Hindukalendere       |                         |
| - Vikram Samvat      | 1839 – 1840             |
| - Shaka Samvat       | 1706 – 1707             |
| - Kali Yuga          | 4885 – 4886             |
| Iransk kalender      | 1162 – 1163             |
| Islamisk kalender    | 1198 – 1199             |

Konge i Danmark: Christian 7. 1766-1808
Se også 1784 (tal)

## Begivenheder
- 14. april - Frederik 6. og Andreas Peter Bernstorff gennemfører et vellykket statskup mod Ove Høegh-Guldberg og Arveprins Frederik
- 21. september - Pennsylvania Packet and General Advertiser udkommer som det første levedygtige dagblad i USA

## Født
- 12. juni - Paul Andreas Kaald,  norsk kaperkaptajn (død 1867).
- 3. oktober - Louise Lehzen, tysk baronesse (død 1870).
- 24. november – Zachary Taylor, USA's 12. præsident (død 1850).

## Dødsfald
- 10. august - Allan Ramsay, skotsk portrætmaler (født 1713).
- 13. december – Dr. Samuel Johnson, engelsk filosof og ordbogsforfatter (født 1709).